# Maria Schüly
Maria Schüly (* 1954 in Freiburg im Breisgau) ist eine deutsche Kunsthistorikerin.

## Leben
1982 gab Maria Schüly ihre anerkannte Dissertation über den Keramiker Richard Bampi an der Philosophischen Fakultät der Albert-Ludwigs-Universität Freiburg im Breisgau unter Erik Forssman ab. Im selben Jahr ging die Kunsthistorikerin als Fachreferentin zum Augustinermuseum in Freiburg. Nach 33 Jahren verließ die Wissenschaftlerin für Angewandte Kunst und Alltagskultur das Museum als Kuratorin.

## Publikationen
- Karl Wiedmann, Glastechnik u. Kunsthandwerk. Augustinermuseum Freiburg i. Br., 1985, DNB 209695307.
- Nora Ortlieb, Glaskunst. Augustinermuseum Freiburg i. Br., 1985, DNB 209736712.
- Wilhelm von Eiff und seine Schule (1890–1943). Augustinermuseum Freiburg i. Br., 1990, OCLC 1123792362.
- Richard Bampi, Keramiker der Moderne. ARNOLDSCHE Verlagsanstalt, Stuttgart, 1993, ISBN 3-925369-14-7.
- Horst Kerstan, Keramik der Moderne. ARNOLDSCHE Verlagsanstalt, Stuttgart, 2015, ISBN 978-3-89790-433-0.